# Kaplica Saint-Anne w Plévin
Kaplica Saint-Anne w Plévin – z XVIII wieku. Od 1975 roku została wpisana do rejestru zabytków.

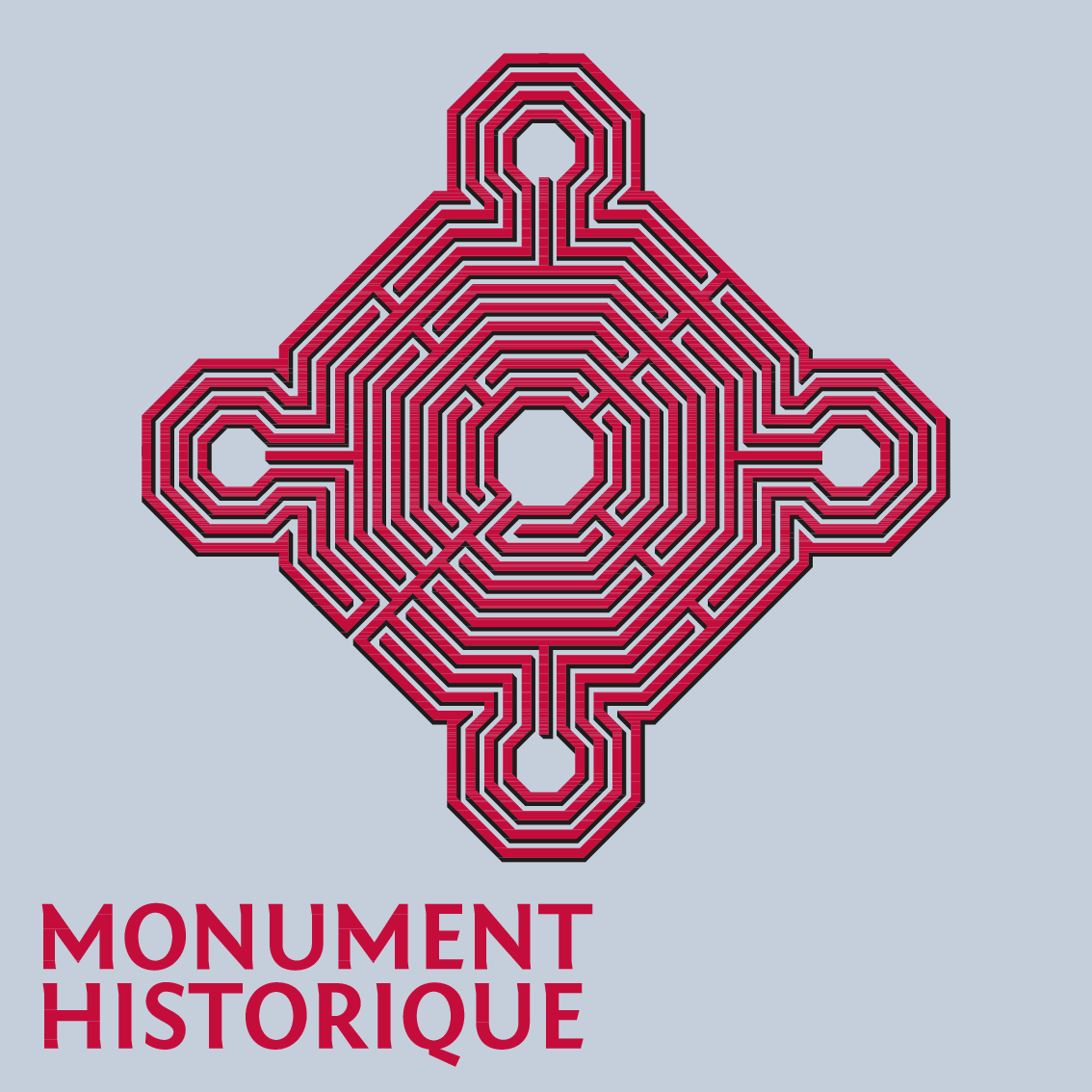
Logo monument historique - 2017

## Lokalizacja
Kaplica jest zlokalizowana jest przy allée de Kerlouët, w miejscowości Plévin, w departamencie Côtes-d’Armor, w regionie Bretania.

## Opis
Zbudowana z kamienia granitowego. Budynek nie jest orientowany, fasada wejściowa skierowana jest w stronę północno-zachodnią. Szczyt ozdobiony jest herbami wiceadmirała Aymara de Roquefeuila i jego żony Marie-Gabrielle de Kergus, poślubionej w 1740 r. Nad drzwiami wejściowymi znajdują się herby obu rodzin, co sugeruje, że budowa pochodzi z XVIII wieku. Pod koniec XIX lub na początku XX wieku kaplica otrzymała cementową posadzkę i sklepienie panelowe z niemalowanej deski jodłowej.
Zniszczona kaplica, w 2002 roku stała się własnością gminy. Podjęto prace zabezpieczające przed wilgocią.